# Кауэлл, Генри
Ге́нри Ка́уэлл (англ. Henry Cowell; 11 марта 1897, Менло-Парк, Калифорния — 10 декабря 1965, Шейди, Нью-Йорк) — американский композитор, музыковед, педагог.

## Биография
Родился в семье ирландского эмигранта и школьной учительницы Клариссы Диксон (Clarissa Dixon). Родители развелись в 1903 году, после чего Кауэлл остался жить с матерью, но при этом поддерживал отношения с отцом (именно отец привил ему любовь к ирландской музыке).
Начал играть на скрипке в пять лет. Сочинять музыку начал уже в подростковом возрасте. Первые сочинения, обладающие индивидуальным стилем, написал в 1914 году.
Изучал гармонию у Чарльза Сигера (Charles Seeger), Эдварда Гриффита Стриклена (Edward Griffith Stricklen) и контрапункт у Уоллеса Сабина (Wallace Sabin) в Университете Калифорнии (Беркли), учился у Раймонда Xантингтона Вудмена (Woodman, Raymond Huntington) в Нью-Йорке и у Эриха Морица фон Хорнбостеля (Horabostel) в Берлине. Преподавал в крупнейших музыкальных вузах США. Среди его учеников Джордж Гершвин, Джон Кейдж, Лу Харрисон, Доминик Ардженто.
После Нью-Йорка вернулся в Калифорнию, где был вовлечен в деятельность теософского сообщества. Его лидер Джон Вариан (John Varian) укрепил интерес композитора к ирландскому фольклору и мифологии.
В начале 20-х годов активно концертировал как пианист в Европе и Северной Америке, исполняя собственные произведения, в которых широко использовались политональность, полиритмия, атональность и лады восточной музыки.
В 1928 году стал первым американским композитором, посетившим СССР.
В 1932 году совместно с Л. С. Терменом сконструировал ритмикон (Rhythmicon) — инструмент, воспроизводящий одновременно различные ритмы.
В 1936-41 годах отбывал тюремное заключение за мужеложство (в этот период были написаны многие его произведения, основанные на американском фольклоре).
В 1941 году женился на Сидни Хоукинс Робертсон (Кауэлл) — музыковеде и этнографе (в соавторстве с ней написал биографию Чарльза Айвза).
В 1956 году совершил кругосветное путешествие.
Написал более 1 000 музыкальных произведений и музыковедческих работ. Занимался собиранием и изучением кельтского музыкального фольклора.
Основал Панамериканскую ассоциацию композиторов. Дружил со многими композиторами Европы и Америки — Арнольдом Шёнбергом, Чарлзом Айвзом, Белой Бартоком, Эдгаром Варезом, Уоллингфордом Риггером и многими другими. Среди его учеников Квабена Джозеф Нкетия.
Создал издательство New Music Edition, которое издавало сочинения современных композиторов, в том числе оно одним из первых опубликовало большое количество сочинений Чарлза Айвза.

## Творчество
Творчество характеризуют поиски в области гармонии (впервые применял диссонантные многозвучия — кластеры), ритма (сюита «Ритмикана», 1931, в сотрудничестве с Л. С. Терменом) и формы. Много работал с электронной музыкой.
Начиная с 1910-х годов ввел в обиход определения tone cluster (звуковой кластер, созвучие, состоящее не менее чем из двух секунд) и «эластичная», «мобильная» музыка (принцип алеаторики, свободного перемещения целых фрагментов композиции — использован в его квартете № 3, 1934, в Мозаичном квартете, 1935).
Широко экспериментировал со звукоизвлечением. В 20-х годах создал сочинения, полностью исполняемые на струнах фортепиано: в Эоловой арфе (Aeolian Harp, 1923) используются достаточно «традиционные» защипывания струн (это станет обыденным приемом во второй половине XX века), а в пьесе Баньши (The Banshee, 1925) звук извлекается при помощи трения струн. Для ударов по струнам часто использовал ладони, кулаки и предплечье. Примерно до 1916 года были написаны первые сочинения для фортепиано с использованием кластеров. Например, Рекламное объявление (около 1914) или Динамическое движение (1914 или 1916).
Часто давал своим пьесам необычные, урбанистические названия — Рекламное объявление, Фабрика и т. п.
Использовал ирландский, кельтский музыкальный фольклор, элементы индийской раги и японской традиционной музыки (13-я симфония Мадрас; 2 концерта для кото с оркестром, 1962-65). 20 симфоний (1918-65), камерно-инструментальные, вокально-симфонические сочинения.
Наряду с Уоллингфордом Риггером, Чарлзом Айвсом, Карлом Рагглсом и Джоном Беккером входил в «Американскую пятёрку» авангардных композиторов.

## Признание
Вирджил Томсон в начале 1950-х годов назвал экспериментальные сочинения Кауэлла Библией молодых музыкантов.
Бела Барток, восхищенный музыкой молодого Кауэлла, «просил у него разрешения» использовать кластеры.
Его Скерцо из Симфониетты (1928) исполнялось в Вене под управлением Антона Веберна.
С 1951 года Кауэлл — член Национальной академии искусства и литературы.

## Сочинения
- Опера О’Хиггинс из Чили (1949, не закончена).
- Балеты Строительство Банбы (The building of Banba, 1922), Атлантика (1926).
- 20 симфоний (главным образом программные,1918-65, 20-я не закончена).
- Увертюры — Аккуратная (Shipshape, 1939), Праздничная (Festival, для 2 орк., 1946).
- Пьесы для симфонического, камерного и духового оркестров, в том числе — Синхронность (Synchrony, 1930), Старинные американские сельские мелодии (Old American country set, для фортепиано с оркестром, 1937), Американский пирог (American melting pot, 1940), Сказки сельской местности (Tales of the countryside, 1941), Гимн и фугированный напев (Hymn and fuguing tune), 8 пьес, основанных на гимнах Биллингса (1943-47), Бабушкина румба (Grandma’s rumba, 1945), Музыка для оркестра (Music for orchestra, 1957), Антифония (Antiphony, 1959), Полифоника для 12 инструментов (1930), Персидский цикл (для камерного оркестра, 1956), Посвящение Ирану (Homage to Iran, 1957), Жига для оркестра, Ирландская сюита (1929), Кельтский цикл (Celtic Set, 1939).
- Концерты с оркестром — для фортепиано (1928), ударных (1958), Короткий концерт для аккордеона (Concerto brevis, 1962), Маленький концерт для фортепиано (Concerto piccolo, 1942), гармоники (1960), аккордеона (1960), арфы (1965), два концерта для японской цитры кото с оркестром (1962, 1965), Ритмикана (пьеса для ритмикона с оркестром, 1931).
- Сочинения для бэнда.
- Камерно-инструментальные ансамбли — 7 параграфов для струнного трио (1925), фортепианное трио (1965), 5 струнных квартетов (1916-56), хоры, для фортепиано — Музыка для фортепьяно (Music pour piano, 1960), пьесы для органа, для клавесина.
- Пьесы для фортепиано — в том числе Эолова арфа (Aeolian Harp, 1923) и «Баньши» (The Banshee, 1925).

## Литературные сочинения
- New musical resources, N. Y.-L., 1930.
- Charles Ives and his music, N. Y., 1955, 1969 (совместно с S. Cowell).
- La France et la musique occidentale, R., 1956.
- В русском переводе — Влияние Востока на музыку Запада, в сборнике: Музыка народов Азии и Африки, [вып. 1], M., 1969.